# Ли Сончхоль
Ли Сончхоль (кор. 리성철, род. 5 апреля 1986, Пхеньян, КНДР) — северокорейский фигурист, выступавший в одиночном катании. Пятикратный чемпион КНДР (2003, 2007—2010), победитель Asian Trophy (2008) и участник Олимпийских игр (2010).

## Карьера
Из-за сильной политической закрытости КНДР, местные спортсмены редко участвуют в соревнованиях, проводимых Международным союзом конькобежцев. Ли Сончхоль, несмотря на пять золотых медалей национального первенства, ни разу не участвовал в чемпионате мира и чемпионате четырёх континентов.
В 2009 году он выступил на турнире Nebelhorn Trophy, где занял одиннадцатое место, тем самым завоевал квоту для сборной КНДР на Олимпийские игры в Ванкувере.
Ли был знаменосцем сборной команды на церемонии открытия Олимпийских игр. По результатам короткой программы олимпийского турнира Ли не сумел попасть в число двадцати четырёх фигуристов, квалифицировавшихся в финальный раунд (произвольную программу) — он занял двадцать пятое место.

## Результаты
| Соревнования                | 00/01         | 02/03         | 03/04         | 04/05         | 05/06         | 06/07         | 07/08         | 08/09         | 09/10         | 10/11         |
| Международные               | Международные | Международные | Международные | Международные | Международные | Международные | Международные | Международные | Международные | Международные |
| --------------------------- | ------------- | ------------- | ------------- | ------------- | ------------- | ------------- | ------------- | ------------- | ------------- | ------------- |
| Ice Challenge               |               |               |               |               |               |               |               |               |               | 6             |
| Олимпийские игры            |               |               |               |               |               |               |               |               | 25            |               |
| Nebelhorn Trophy            |               |               |               |               |               |               |               |               | 11            |               |
| Asian Trophy                |               |               |               |               |               |               |               | 1             |               |               |
| Азиатские игры              |               | 9             |               |               |               | 6             |               |               |               | 8             |
| Международные среди юниоров |               |               |               |               |               |               |               |               |               |               |
| Гран-при Китая              |               |               |               | 8             |               |               |               |               |               |               |
| Triglav Trophy              |               |               | 2             |               |               |               |               |               |               |               |
| Гран-при Сербии             |               | 3             |               |               |               |               |               |               |               |               |
| Национальные                |               |               |               |               |               |               |               |               |               |               |
| Чемпионат КНДР              | 4             | 1             | 2             | 2             | 2             | 1             | 1             | 1             | 1             |               |